# Athanasia
Atanazija (lat. Athanasia),  rod grmova iz porodice glavočika, smješten u subtribus Athanasiinae. Postoji oko 40 vrsta na jugu Afrike

## Vrste
1. Athanasia adenantha (Harv.) Källersjö
2. Athanasia alba Källersjö
3. Athanasia argentea R.F.Powell & Magee
4. Athanasia bremeri Källersjö
5. Athanasia calophylla Källersjö
6. Athanasia capitata (L.) L.
7. Athanasia cochlearifolia Källersjö
8. Athanasia crenata (L.) L.
9. Athanasia crithmifolia (L.) L.
10. Athanasia cuneifolia Lam.
11. Athanasia dentata (L.) L.
12. Athanasia elsiae Källersjö
13. Athanasia filiformis L.f.
14. Athanasia flexuosa Thunb.
15. Athanasia grandiceps Hilliard & B.L.Burtt
16. Athanasia gyrosa R.F.Powell & Magee
17. Athanasia hirsuta Thunb.
18. Athanasia humilis Källersjö
19. Athanasia imbricata Harv.
20. Athanasia inopinata (Hutch.) Källersjö
21. Athanasia juncea D.Dietr.
22. Athanasia leptocephala Källersjö
23. Athanasia linifolia Burm.f.
24. Athanasia microcephala D.Dietr.
25. Athanasia microphylla DC.
26. Athanasia minuta (L.f.) Källersjö
27. Athanasia oocephala (DC.) Källersjö
28. Athanasia pachycephala DC.
29. Athanasia pectinata L.f.
30. Athanasia pinnata L.f.
31. Athanasia pubescens (L.) L.
32. Athanasia quinquedentata Thunb.
33. Athanasia rugulosa E.Mey. ex DC.
34. Athanasia scabra Thunb.
35. Athanasia sertulifera DC.
36. Athanasia spathulata D.Dietr.
37. Athanasia tomentosa Thunb.
38. Athanasia trifurcata (L.) L.
39. Athanasia vestita Druce
40. Athanasia virgata Jacq.
41. Athanasia viridis Källersjö